# Gilles de Bure
Pour les articles homonymes, voir Bure.
Gilles de Bure, né le 8 novembre 1940 à Nice et mort le 13 juillet 2013 à Paris 15e,, est un journaliste français du Journal des arts.

## Biographie
Il a un fils avec la journaliste Olivia de Lamberterie.

### Carrière
Gilles de Bure a collaboré à des titres aussi divers qu'Actuel, Globe, Les Nouvelles littéraires, Le Matin de Paris, City, Technikart, Vogue Hommes et a également été chroniqueur pour Apostrophes.

## Décorations
- Commandeur de l'ordre des Arts et des Lettres en 2000 au titre de « critique »[4] .

## Publications
- Gilles de Bure (photogr. Jean-Pierre Dieterlen), Habitat : 20 ans de quotidien en France, Paris, Michel Aveline, 1993, 157 p. (ISBN 9782907010283, OCLC 31740448)
- Quand les brasseries se racontent, éditions Albin Michel
- Que sont mes amis devenus, éditions Norma[5]
- Des murs dans la ville, éd. l'Équerre  (ISBN 2-86425-019-5)
- Christian de Portzamparc, éd. Pierre de Terrail, 2003  (ISBN 2879392616)
- Dominique Perrault, éd. Pierre du Terrail, 2004  (ISBN 2879392659)
- Le design fait école : L'école nationale supérieure de création industrielle, éd. Gallimard, coll. « Découvertes Gallimard/Culture et société » (no 505), 2007  (ISBN 9782070338825)
- Bernard Tschumi, éd. Norma, 2008  (ISBN 2-915542-07-4)
- Naco, architecture globale, éd. Pyramyd, 2008  (ISBN 2350170624)
- C'est une vache, elle rit, éd. Nicolas Chaudrun, 2008  (ISBN 2350390586)
- Naço - Global design, éd. Pyramyd, 2008  (ISBN 978-2-35017-062-6)
- Jérômine Savignon et Gilles de Bure (préf. Pierre Bergé), Saint Laurent rive gauche : la révolution de la mode, Paris, Éditions de La Martinière, mars 2011, 155 p. (ISBN 978-2-7324-4519-9)